# Anna Karlsson
Anna Camilla Therese Karlsson (ur. 12 maja 1975 w Karlskodze) – szwedzka kajakarka, medalistka mistrzostw świata i Europy, olimpijka.

## Kariera sportowa
Zdobyła brązowy medal w wyścigu kajaków czwórek (K-4) na 200 metrów w osadzie z Marią Haglund, Susanne Rosenqvist i Ingelą Ericsson, a także zajęła 6. miejsce w wyścigu czwórek na 500 metrów i 9. miejsce w wyścigu dwójek (K-2) na 200 metrów na mistrzostwach świata w 1997 w Dartmouth. Na kolejnych mistrzostwach świata w 1998 w Segedynie zdobyła dwa medale: srebrny w konkurencji czwórek na 200metró (z Susanne Gunnarsson, Haglund i Ericsson) i brązowy w konkurencji dwójek na 1000 metrów (z Gunnarsson) oraz zajęła 7. miejsce w konkurencji dwójek na 500 metrów i 8. miejsce w konkurencji czwórek na 500 metrów. W wyścigach dwójek zajęła 5. miejsce na 1000 metrów, 6. miejsce na 200 metrów i 9. miejsce na 500 metrów na mistrzostwach świata w 2001 w Poznaniu, a na mistrzostwach Europy w 2002 w Segedynie zajęła 4. miejsce w wyścigu czwórek na 200 metrów, 5. miejsce w wyścigu dwójek na 500 metrów i 8. miejsce w wyścigu dwójek na 200 metrów. Zajęła 8. miejsce w konkurencji dwójek na 200 metrów na mistrzostwach świata w 2002 w Sewilli oraz 7. miejsce w wyścigu dwójek na 500 metrów i 8. miejsce w wyścigu czwórek na 500 metrów na mistrzostwach Europy w 2004 w Poznaniu. 
Startując w parze z Sofią Paldanius zajęła 8. miejsce w konkurencji dwójek na dystansie 500 metrów na igrzyskach olimpijskich w 2004 w Atenach. Zdobyła brązowy medal w konkurencji czwórek na dystansie 200 metrów (z Josefin Nordlöw, Karin Johansson i Paldanus) oraz zajęła 4. miejsce w wyścigu czwórek na 500 metrów na mistrzostwach Europy w 2005 w Poznaniu, a na mistrzostwach świata w 2005 w Zagrzebiu zajęła w konkurencji czwórek 4. miejsce na 200 metrów i 5. miejsce na 500 metrów. Na mistrzostwach Europy w 2006 w Račicach ponownie zdobyła brązowy medal w konkurencji czwórek na 200 metrów (z Nordlöw, Johansson i Paldanius) oraz zajęła 4. miejsce w wyścigu czwórek na 500 metrów. Zdobyła brązowy medal w wyścigu czwórek na 200 metrów (w tym samym składzie) i zajęła 8. miejsce w wyścigu czwórek na 500 metrów na mistrzostwach świata w 2006 w Segedynie. Po raz trzeci wraz z Nordlöw, Johansson i Paldanius zdobyła brązowy medal w wyścigu czwórek na 200 metrów, a także zajęła 7. miejsce w wyścigu czwórek an 500  metrów na mistrzostwach Europy w 2007 w Pontevedrze, a na  mistrzostwach świata w 2007 w Duisburgu zajęła 9. miejsce w konkurencji czwórek na dystansie 500 metrów.